# Андон Юруков
Андон Търпов (Търпев, Тръпков) Юруков е български архитект и революционер, деец на Вътрешната македоно-одринска революционна организация.

## Биография
Андон Юруков е роден в костурското село Лобаница. Влиза във ВМОРО. При избухването на Балканската война в 1912 година е доброволец в Македоно-одринското опълчение и служи в Сборната партизанска рота през Междусъюзническата в 1913 година. След разгрома на ротата е пленен и държан в трюма на параход в Солун заедно с Никола Кузинчев, Васил Иванов и Дине Гогов. След два месеца успяват да подкупят човек, който да осведоми за тях руския консул Александър Беляев и след негова намеса са изправени пред съд.
Жени се за Митра Киселинчева, дъщеря на Лазар Киселинчев, с която имат пет деца - Велика, Кръстана, Мария, Георги и Ралица.
Участва като делегат от Костурското благотворително братство в обединителния конгрес на Македонската федеративна организация и Съюза на македонските емигрантски организации от януари 1923 година.